# 元貞王后
元貞王后（원정왕후，?—1018年）金氏，是高丽王朝成宗王治的女兒，也是高麗顯宗王詢的王后，母文和王后金氏。
顯宗王詢即位時，納金氏為王后，稱玄德王后，顯宗九年四月去世，死後謚號元貞，葬和陵。顯宗十八年加謚懿惠。全稱懿惠元貞王后。

## 家族
- 父：高麗成宗王治
- 母：文和王后金氏
- 夫：高麗顯宗王詢